# Helicopsyche bartona
Helicopsyche bartona là một loài Trichoptera trong họ Helicopsychidae. Chúng phân bố ở miền Australasia.